# Zafiro (comic)
Zafiro es una  superheroína de ficción publicada por DC Comics. Ella apareció por primera vez en la historia de respaldo de Power Company en JLA #61, (febrero de 2002), pero su origen se dice en Power Company: Sapphire #1, (marzo de 2002). Zafiro fue creada por Kurt Busiek y Tom Grummett.

## Biografía
Candice "Candy" Jean Gennaro es un ladrón callejero de dieciséis años en las calles de San Diego, California, que tropieza con la escena de una batalla de tres vías entre el Señor Kobra y sus fuerzas blindadas verdes, y la facción negra de soldados blindados de la organización Kobra de Lady Eve. Candy termina atrapado dentro de un campo de fuerza lanzado por Kobra para mantener fuera a los primeros encuestados de la Liga de la Justicia.
Candy cae en el submarino de la serpiente de mar de Kobra mientras se ejecuta a través del campo de batalla de muelle improvisado, mientras se arrastran a través de los conductos del submarino escucha al mismo Lord Naga-Naga discutir a cerca xe las propiedades del Huevo de la Serpiente en compañía de dos serpientes mutadas y varios lacayos humanos. El Huevo de la Serpiente es un artefacto extraño que cayó a la Tierra hace siglos, tiene propiedades psico-interactivas que harían la armadura perfecta. Kobra decidió robar la joya cuando descubrió que ya no estaba latente. Candy roba el huevo y se une a su cuerpo formando una segunda piel casi impenetrable que le permite luchar y escapar de los subordinados de Kobra y el submarino. Al parecer, la gema tiene lifebonded a Candy.
En la huida de las fuerzas de Kobra, Candy decide buscar seguridad en números y se dirige a la sede de la Power Company, allí descubre miembros del grupo mercenario conocido como la Fuerza de Huelga en el techo planeando asaltar a la compañía. La Fuerza de Huelga planea tomar a Josiah Power como rehén y robar el transporte fuera de la ciudad. Candy contrata a la Fuerza de Huelga, pero es golpeado inconsciente después de una breve lucha, los mercenarios son derrotados más tarde por un transformado Josiah Power. Debido a estos eventos Candy se une a la Power Company como Asociada, usando el nombre en clave Zafiro. Ella permanece con el equipo hasta el final de la serie en el número #18.

### Titanes del Terror
Sapphire ha aparecido recientemente en la miniserie Terror Titans, como uno de un número de héroes jóvenes a los que les ha sido lavado el cerebro para hacerlos luchar entre sí por el Club del lado oscuro.

## Poderes y habilidades
- Recientemente, Charlie Lau informó a Candy que tiene potencias telekinéticas latentes que inconscientemente usa para manipular el Huevo de la Serpiente.[4]
- Candy está físicamente ligado a una joya alienígena psico-reactiva llamada huevo de la serpiente.
- La joya del artefacto parece aprovechar sus habilidades telequinéticas latentes y utilizarlas para manipular y alterar su red estructural.
- Con el Huevo de la Serpiente, Candy puede usar su telequinesis latente para volar, o formar escudos y objetos usando el Huevo.
- La gema es "Lifebonded" a Candy y responde a ella cada pensamiento.